# 2022年の鉄道
2022年の鉄道（2022ねんのてつどう）とは、2022年（令和4年）に起こった鉄道関係の出来事をまとめたページである。
2021年の鉄道 - 2022年の鉄道 - 2023年の鉄道

## 出来事の一覧

### 1月
- 1月13日
  -  パリ交通公団
    - （延伸開業） パリメトロ4号線 メリー・ド・モンルージュ駅 -  バニュー駅間[1]。

### 2月
- 2月27日
  -  西日本旅客鉄道
    - （複線化） 奈良線 新田駅 - 城陽駅 (2.1km)[要出典]

  -  九州旅客鉄道
    - （複線化） 佐世保線 大町駅 - 高橋駅 (6.3km)[2]

### 3月
- 3月12日
  -  北海道旅客鉄道
    - （新駅開業） ロイズタウン駅（札沼線 あいの里公園駅 - 太美駅間）[3][4][5]
    - （駅廃止） 池田園駅、流山温泉駅、銚子口駅、石谷駅、本石倉駅（函館本線）、糸魚沢駅（根室本線）、歌内駅（宗谷本線）[6][7]
    - （駅移設） 名寄高校駅（宗谷本線）[8]
    - （駅名改称） 名寄高校駅 ← 東風連駅（宗谷本線）[8]
    - （駅名改称） 太美駅 ← 石狩太美駅（札沼線）[3]
    - （駅名改称） 当別駅 ← 石狩当別駅（札沼線）[3]

  -  東日本旅客鉄道
    - （駅廃止）　平石駅、矢美津駅（北上線）[9]
    - （駅休止）　平津戸駅（山田線）[10]
    - （列車廃止） 快速「信越」[11]
    - （列車廃止） 快速「あがの」[11]
    - （全車指定席化）「つばさ」が全車指定席に変更、一部料金の変更がある、タッチでGo!新幹線は線内限定になる。[12]

  -  東海旅客鉄道・ 東日本旅客鉄道
    - （予約サービス拡大）えきねっと⇔エクスプレス予約相互受け取りが可能になる[13]。例：東京駅/品川駅/新横浜駅/小田原駅/熱海駅では東海と東日本の窓口券売機どちらでも受取可能になる。エクスプレス予約の受取が東京都区内の駅、えきねっとでは名古屋駅で受取可能になる等。

  -  西日本旅客鉄道
    - （ICOCA導入）山陽本線 南岩国駅 - 徳山駅[14]
    - （列車廃止） 快速「アクアライナー」[15]
    - （列車廃止） 快速「サンライナー」[16]

  -  あいの風とやま鉄道
    - （新駅開業） 新富山口駅（あいの風とやま鉄道線 富山駅 - 東富山駅間）[17][18][19]

  -  名古屋臨海高速鉄道
    - （駅名改称） 港北駅 ← 名古屋競馬場前駅（あおなみ線）[20][21]

  -  長良川鉄道
    - （駅名改称） せきてらす前駅 ← 刃物会館前駅（越美南線）[22]

  - 秩父鉄道
    - （PASMO導入） 秩父本線全線[23]。
- 3月19日
  -  ソウル交通公社
    - （新規開業） 榛接線（ソウル交通公社4号線延伸）榛接駅 - タンゴゲ駅間 (14.2km)[24]
    - （新駅開業） 榛接駅、梧南駅、別内ビョルガラム駅（榛接線）
- 3月25日
  -  ロシア鉄道
    - （建設中止）モスクワ・サンクトペテルブルク高速鉄道[25]

### 4月
- 4月1日
  -  九州旅客鉄道
    - （運賃改定） 管内の特急料金の改定[26]。

  -  東日本旅客鉄道（新幹線と一部の特急列車）、西日本旅客鉄道（北陸新幹線）、北海道旅客鉄道（北海道新幹線）
    - （運賃改定） シーズン別の指定席特急料金改定。区分は3つから、4つになり「最繁忙期（新設・ゴールデンウイーク/お盆/年末年始の帰省ラッシュ期間）」+400円、「繁忙期（9/10月の三連休も追加）」+200円、「通常期（お盆以降の夏休み期間は通常期に変更）」基準額、「閑散期」-200円の加算額が変更される、適用日も変更される[27]。「あずさ・かいじ・富士回遊・おうめ・はちおうじ」「ひたち・ときわ」「踊り子・湘南」等は年間同額のまま、自由席・グリーン車・グランクラスは年間同額変更なし。

  -  富士急行
    - （分社化） 富士山麓電気鉄道 ← 富士急行[28]

### 5月
- 5月15日
  -  香港MTR[29]
    - （延伸開業） 東鉄線 紅磡駅 - 金鐘駅
    - （新駅開業） 会展駅
- 5月24日
  -  ロンドン交通局[30]
    - （新規開業） エリザベス線 アビーウッド駅（英語版） - パディントン駅
    - （系統統合） エリザベス線←TfLレール（英語版）とクロスレール

### 6月
- 6月25日
  -  九州旅客鉄道（新規導入社局のみ表記）
    - （予約サービス開始） エクスプレス予約、スマートEXが九州新幹線に導入。これにより東京駅 - 鹿児島中央駅間で交通系ICやEX-ICも利用可能になる[31]。

### 7月
- 7月27日
  -  （労働争議） 記録的インフレを受け、 全国鉄道・海運・運輸労働組合 （英語版）、運輸事務労働組合（英語版）などがこの日より断続的に戦後最大規模のストライキを実施[32]。

### 8月
- 8月17日
  -  インドネシア鉄道会社
    - （開業）大ジャカルタLRT（英語版）[33]
- 8月28日
  -  西日本鉄道
    - （高架化） 西鉄天神大牟田線 雑餉隈駅 - 下大利駅間 (5.2km)[34]

### 9月
- 9月23日
  -  九州旅客鉄道
    - （開業） 西九州新幹線 武雄温泉駅 - 長崎駅 (66km)[35][36][37][38]
    - （新駅開業） 嬉野温泉駅、新大村駅（いずれも西九州新幹線）[39][40]
    - （新駅開業） 新大村駅（大村線 竹松駅 - 諏訪駅間）、大村車両基地駅（大村線 松原駅 - 竹松駅間）[41][42][43]
    - （駅名改称） 江北駅 ← 肥前山口駅（長崎本線・佐世保線）[44]
    - （列車廃止） 特急「かもめ（在来線）」
    - （列車新設） 特急「かもめ（新幹線）」「リレーかもめ」、「かささぎ」
    - （電化廃止） 長崎本線（肥前浜駅 - 長崎駅）

### 10月
- 10月1日
  -  北総鉄道
    - （運賃改定） 運賃の値下げ改定[45]。

  -  京成電鉄（成田空港線）
    - （運賃改定） 北総線の運賃値下げに伴う改定[46]。
- 10月5日
  -  高雄捷運[47]。
    - （延伸開業） 環状軽軌 台鉄美術館駅 - 愛河之心駅
    - （新駅開業） 内惟芸術中心駅、美術館駅 (高雄捷運)、聯合医院駅、龍華国小駅、愛河之心駅
- 10月8日
  -  台湾糖業鉄道[48]
    - （延伸開業） 蔗埕線 蔗埕駅 - 高鉄嘉義駅
    - （新駅開業） 楽活農園駅、高鉄嘉義駅

  -  名古屋鉄道
    -  （単線化） 名鉄三河線知立駅 - 重原駅（高架工事の為一部単線化）
- 10月14日（旧暦9月12日）
  -  （周年） 日本初の鉄道が新橋から横浜に開業してから150年になる。

### 11月
- 11月21日
  -  （労働争議） 国際板金・航空・鉄道・運輸組合（英語版）輸送部門（SMART-TD）は、政府仲介で経営側と暫定合意した労働争議の仲介案を僅差で否決[49]。

### 12月
- 12月16日
  -  ダッカ都市交通会社
    - （新規開業） ダッカメトロ[50]

## 主なダイヤ改正

### 2月
- 2月26日
  - 京成電鉄
  - 京浜急行電鉄
  - 北総鉄道
  - 芝山鉄道
  - 東京都交通局（浅草線）

### 3月
- 3月12日
  - JRグループ
  - 道南いさりび鉄道
  - 青い森鉄道
  - IGRいわて銀河鉄道
  - 三陸鉄道[51]
  - 秋田内陸縦貫鉄道[52]
  - 由利高原鉄道
  - 山形鉄道
  - 仙台空港鉄道
  - 阿武隈急行
  - 会津鉄道[53]
  - ひたちなか海浜鉄道[54]
  - 野岩鉄道
  - わたらせ渓谷鉄道[55]
  - 関東鉄道[56]
  - 鹿島臨海鉄道[57]
  - 首都圏新都市鉄道[58]
  - 東武鉄道
  - 西武鉄道
  - 埼玉新都市交通[59]
  - 埼玉高速鉄道[60]
  - 東京地下鉄
  - 京王電鉄[61]
  - 東京都交通局（三田線、新宿線、大江戸線、日暮里・舎人ライナー）[62]
  - 多摩都市モノレール[63]
  - 東急電鉄（東横線、目黒線、田園都市線、大井町線、こどもの国線）
  - 東葉高速鉄道
  - 小湊鉄道[64]
  - いすみ鉄道[65]
  - 東京臨海高速鉄道
  - 横浜高速鉄道
  - 相模鉄道[66]
  - 小田急電鉄
  - 箱根登山鉄道
  - 富士急行[67]
  - 伊豆急行
  - 天竜浜名湖鉄道[68]
  - しなの鉄道
  - えちごトキめき鉄道
  - 北越急行
  - 上田電鉄[69]
  - あいの風とやま鉄道[17]
  - IRいしかわ鉄道
  - 長良川鉄道[70]
  - 明知鉄道[71]
  - 愛知環状鉄道
  - 東海交通事業[72]
  - 伊勢鉄道
  - 伊賀鉄道[73]
  - 近江鉄道[74]
  - 信楽高原鉄道[75]
  - 京都丹後鉄道
  - 紀州鉄道
  - 神戸電鉄[76]
  - 北条鉄道[77]
  - 智頭急行
  - 若桜鉄道[78]
  - 井原鉄道[79]
  - 錦川鉄道[80]
  - 土佐くろしお鉄道[81]
  - 島原鉄道[82]
- 3月19日
  - 京都市交通局
- 3月28日
  - 広島電鉄[83]

### 4月
- 4月1日
  - 筑豊電気鉄道[84]
  - 長崎電気軌道[85]
  - 鹿児島市交通局[86]
- 4月11日
  - 熊本市交通局[87]
  - 熊本電気鉄道[88]
- 4月15日
  - 富山地方鉄道
- 4月23日
  - 近畿日本鉄道（南大阪線、吉野線、長野線、御所線、道明寺線）[89]

### 6月
- 6月4日
  - 函館市企業局[90]
- 6月10日
  - 神戸市交通局（西神・山手線、北神線）[91]

### 8月
- 8月27日
  - 東京地下鉄（銀座線、丸ノ内線、東西線、千代田線）[92]
- 8月28日
  - 西日本鉄道（天神大牟田線、太宰府線、甘木線）[93]

### 9月
- 9月1日
  - 長崎電気軌道[94]
- 9月23日
  - 九州旅客鉄道[95]
  - 平成筑豊鉄道[96]
  - 松浦鉄道[97]
  - 島原鉄道[98]

### 10月
- 10月1日
  - 秩父鉄道[99]
  - 樽見鉄道[100]
- 10月3日
  - 一畑電車[101]

### 11月
- 11月7日
  - 東京モノレール[102]
- 11月12日
  - 筑豊電気鉄道[103]
- 11月26日
  - 京浜急行電鉄[104]
  - 東京都交通局（浅草線）[105]
  - 京成電鉄[106]
  - 北総鉄道[107]
  - 芝山鉄道[108]

### 12月
- 12月1日
  - 静岡鉄道
- 12月17日
  - 阪急電鉄[109]
  - 能勢電鉄[110]
  - 阪神電気鉄道[111]
  - 山陽電気鉄道[112]
  - 近畿日本鉄道（けいはんな線・生駒鋼索線・西信貴鋼索線を除く）[113]
  - 京都市交通局
  - 大阪市高速電気軌道（堺筋線）[114]
  - 三岐鉄道（三岐線）[115]
- 12月19日
  - 京阪電気鉄道（大津線）[116]

## 災害・不通・事故・事件など

### 1月
- 北海道旅客鉄道
  - （災害・運休） 大雪のため1月の1か月間で計4133本の列車が運休[117]。
- 8日
  -  北海道旅客鉄道
    - （車両不具合） 20時15分頃、網走発札幌行特急「オホーツク4号」が石北本線白滝駅 - 上川駅間にある斜面をエンジンの不具合により登れなくなり、一度平坦部に後退して15分後に運転再開したが、再び同じ斜面を登れなくなったため遠軽駅まで47kmにわたり後退して運転を打ち切った。乗員乗客にけがはなく、タクシーで代行輸送した。JR北海道で不具合の原因を調べている[118]。

### 2月
- 北海道旅客鉄道
  - （災害・運休） 大雪のため2月の1か月間で計7762本の列車が運休[119]。
- 7日
  -  伊予鉄道
    - （脱線事故）16時17分頃、伊予鉄道3000系電車が横河原線見奈良駅構内に進入する際、ポイント付近で何らかの原因により脱線した。乗客13人と乗員2人にけがはなかった[120]。（伊予鉄道横河原線見奈良駅脱線事故）

### 3月
- 16日
  - 東日本旅客鉄道
    - （脱線事故） 23時36分頃、新幹線H5系電車、新幹線E6系電車が連結された東京発仙台行の「やまびこ223号」が東北新幹線福島駅 - 白石蔵王駅間を走行中、福島県沖地震が発生し脱線した[121]。乗客乗員78人のうち5人が負傷した。（東北新幹線脱線事故）
    - （災害・事故不通）  福島県沖地震および上記脱線事故の影響により、常磐線（24日全線再開）[122]や東北新幹線（4月14日に臨時ダイヤで全線再開）[123]など一時関東・東北の広域で運転見合わせ。

  - 阿武隈急行
    - （災害・不通） 福島県沖地震の影響で施設に被害が生じ、一時阿武隈急行線全線で運休[124]。

### 4月
- 3日
  -  マカオLRT
    - （運行再開） タイパ線[125]（高圧ケーブル線交換のため2021年10月20日から長期運休[126]）

### 5月
- 14日
  -  東日本旅客鉄道
    - （長期間運休） 陸羽西線 全線（国道47号 新庄酒田道路を構成する高屋道路の（仮称）高屋トンネルの施工に伴う、安全対策のため。2024年（令和6年）度までの予定。）[127][128]
- 21日
  - 大井川鐵道
    - （災害・長期間運休） 落石等の影響により、井川線 閑蔵駅 - 井川駅間が不通[129]。この区間内の第1亀久保トンネルでコンクリート片が落下[130]。

### 6月
- 4日
  -  中国鉄路
    - （脱線事故）10時30分頃、貴陽北発広州南行の「D2809次」列車が貴州省黔東南ミャオ族トン族自治州榕江県の貴広旅客専用線・榕江駅の手前のトンネルの出口付近で土石流にぶつかり、駅構内で脱線した。乗客乗員140余人のうち、運転士が死亡、8人が負傷した[131]。
- 27日
  - 阿武隈急行
    - （運行再開） 阿武隈急行線福島駅 - 保原駅間が運転再開。これにより全線が運転再開となった[132]。

### 8月
- 3日
  -  東日本旅客鉄道
    - （災害・長期間運休） 豪雨による線路設備などの被害を受けた津軽線、五能線、奥羽本線、花輪線、米坂線などが不通。一部は8月9日始発までに復旧。
- 5日
  - 大井川鐵道
    - （運転再開） 井川線 閑蔵駅 - 井川駅間
- 9日
  -  東日本旅客鉄道
    - （災害・長期間運休） 豪雨により五能線能代駅 - 弘前駅間などで再び一時不通。奥羽本線不通区間も再び被災。
- 12日
  -  秋田内陸縦貫鉄道
    - （災害・長期間運休） 豪雨による線路設備などの被害を受け、秋田内陸線 鷹巣駅 - 阿仁合駅間が不通[133]
- 13日
  -  東日本旅客鉄道
    - （災害・長期間運休） 豪雨により花輪線で一時不通。この豪雨によるJR東日本管内での不通区間は、8月25日時点で津軽線蟹田駅 - 三厩駅間、五能線岩館駅 - 鰺ケ沢駅間、奥羽本線鷹ノ巣駅 - 大館駅間、花輪線鹿角花輪駅 - 大館駅間、米坂線今泉駅 - 坂町駅間となっている。
- 25日
  -  四国旅客鉄道
    - （事故） 予土線で列車が落石に接触して脱線。29日より徐行運転で運転再開[134]

### 9月
- 17日
  -  九州旅客鉄道
    - （災害・長期間運休） 台風14号による大雨のため、久大本線、指宿枕崎線、肥薩線、吉都線、日南線で路盤流出などが発生し、不通となる[135]。その後は徐々に復旧が進み、10月6日時点で上記5路線のうち日南線南郷駅 - 志布志駅間と肥薩線の2020年7月の豪雨による不通区間のみが不通[136]。
- 18日
  -  錦川鉄道
    - （災害・長期間運休） 台風14号による大雨により並行する道路が崩落し[137]、鉄道路盤も崩落の恐れがあるため、一時錦川清流線全線で不通[135]。

- 24日
  - 大井川鐵道
    - （災害・長期間運休） 23日深夜から24日未明までの台風15号の影響で大量の流木や土砂の流入があったため、全線で運転を見合わせ[138]。
    - 9月26日には代行バスの運転が開始されたが、定員に限りがあるため、満員の場合は定期券利用者が優先となる[139]。

### 10月・11月
- 北海道旅客鉄道
  - （事故・運休） 急ブレーキで損傷した車両の修繕のため、花咲線・釧網本線で計94本の列車が運休[140]。
- 10月1日
  -  東日本旅客鉄道・福島県（上下分離方式）
    - （運転再開） 只見線 会津川口駅 - 只見駅（平成23年7月新潟・福島豪雨により2011年7月30日から不通）[141]
- 10月7日
  -  東日本旅客鉄道
    - （運転再開） 奥羽本線 鷹ノ巣駅 - 大館駅間[142]
- 10月8日
  - 大井川鐵道
    - （運転再開） 井川線 千頭駅 - 接岨峡温泉駅間
- 10月22日
  - 大井川鐵道
    - （運転再開） 井川線全線で運転を再開[143]。
- 11月14日
  -  錦川鉄道
    - （運転再開） 錦川清流線 川西駅 - 北河内駅間。これにより錦川清流戦全線で運転再開[137]

### 12月
- 9日
  -  東日本旅客鉄道
    - （運転再開） 五能線 岩館駅 - 深浦駅間[144]
- 12日
  -  秋田内陸縦貫鉄道
    - （運転再開） 秋田内陸線[133]
- 16日
  -  大井川鐵道
    - （運転再開）大井川本線 金谷駅 - 家山駅間で部分的な運転再開。家山駅 - 千頭駅は引き続き代行バスでの運行となる。
      - かわね路号は新金谷駅〜家山駅で運転され、かわね路リレー号[注釈 1]が代行バスとして運行され、千頭・奥大井方面へのアクセスが取られる。[145]
- 23日
  -  東日本旅客鉄道
    - （運転再開） 五能線 鰺ケ沢駅 - 深浦駅間[146]

## 鉄道車両

### 運転開始・運転終了・さよなら運転
- 2月19日
  -  富山地方鉄道
    - （運転開始） 20020形（元西武10000系電車）[147]
- 3月5日
  -  東海旅客鉄道
    - （運転開始） 315系[148]

  -  東武鉄道
    - （定期運用終了） 350系
- 3月6日
  -  東海旅客鉄道
    - （運用終了） 211系（国鉄製造車）（JR東海の国鉄時代の車両は全廃）
- 3月11日
  -  北海道旅客鉄道
    - （定期運用終了） キハ283系[149]

  -  東日本旅客鉄道
    - （運転終了） 115系[150]
    - （運転終了） E127系0番台（弥彦線、越後線）
    - （運転終了） 205系（相模線、宇都宮線、日光線）
    - （運転終了） 209系3100番台（八高線）

  -  西日本旅客鉄道
    - （運転終了） 103系（奈良線、大和路線）
    - （運転終了） 201系（おおさか東線）[151]

  -  小田急電鉄
    - （定期運用終了） 50000形「VSE」[152]

  -  会津鉄道
    - （運転終了） 6050系
- 3月12日
  -  東日本旅客鉄道
    - （運転開始） E131系（宇都宮線、日光線）[153]

  -  西日本旅客鉄道
    - （運転開始） 221系（おおさか東線）[154]
- 3月13日
  -  北条鉄道
    - （運転開始） キハ40系[155]
- 3月19日
  -  神戸市交通局
    - （運転終了） 2000形
- 3月21日
  -  九州旅客鉄道
    - （運転終了） キハ47形・キハ147形「はやとの風」[156][157]
- 3月24日
  -  長崎電気軌道
    - （運転開始） 6000形[158]
- 3月25日
  -  アルピコ交通
    - （運転開始） 20100形[159][160][161]
- 3月26日
  -  京都市交通局
    - （運転開始） 20系[162]
- 3月27日
  -  熊本電気鉄道
    - （運転開始） 1000形

  -  東日本旅客鉄道
    - （運転終了） E3系700番台「とれいゆつばさ」[163][164]
- 3月28日
  -  台湾鉄路管理局
    - （定期運用終了） EMU1200型[165]
- 3月29日
  -  台湾鉄路管理局
    - （運転終了） 復興号[166]

  -  日本貨物鉄道
    - （運転終了） EF67形電気機関車[167]
- 4月3日
  -  四国旅客鉄道
    - （運転開始） キハ185系「伊予灘ものがたり」[168]
- 4月17日
  -  東京地下鉄
    - （運転終了） 7000系
- 4月29日
  -  近畿日本鉄道
    - （運転開始） 19200系「あをによし」[169]
- 4月30日
  -  伊豆急行
    - （運転開始） 3000系「アロハ電車」[170][171][172]
- 5月2日
  -  横浜市交通局
    - （運転開始） 4000形[173][174]
- 5月6日
  -  香港MTR
    - （運用終了） 九広鉄路メトロキャメル電車[175]
- 5月14日
  -  東京都交通局（都営地下鉄）
    - （運転開始） 6500形[176][177]
- 7月1日
  -  東海旅客鉄道
    - （運転開始） HC85系[178]

  -  西日本旅客鉄道
    - （運転開始） キハ40系「SAKU美SAKU楽」[179]
- 7月4日
  -  大阪市高速電気軌道
    - （運転終了） 10A系（御堂筋線）[180][181]
- 7月22日
  -  大阪市高速電気軌道
    - （運転開始） 30000A系（中央線）[182][183]
- 9月22日
  -  九州旅客鉄道
    - （運転終了） 787系「みどり」
    - （運転終了） 415系（鋼製車）
- 9月23日
  -  九州旅客鉄道
    - （運転開始） 885系「みどり」
    - （運転開始） キハ40系・ キハ47系「ふたつ星4047」[184][185]
- 9月30日
  -  北海道旅客鉄道
    - （定期運転終了） キハ281系「北斗」
- 10月30日
  - 東日本旅客鉄道
    - （運転終了） 485系「華」[186]
- 11月7日
  -  筑豊電気鉄道
    - （運用終了） 2000形
- 11月27日
  -  いすみ鉄道
    - （定期運用終了） キハ28形 (2346)[187]
- 12月11日
  -  東日本旅客鉄道
    - （運転終了） 485系「リゾートやまどり」[186]

  -  阪急電鉄
    - （運転終了） 6300系「京とれいん」

### 新系列・新形式
- 横浜市交通局
  - 4000形
- 東京都交通局
  - 6500形
- 京都市交通局
  - 20系
- 南阿蘇鉄道
  - MT-4000形
- 東海旅客鉄道
  - HC85系
  - 315系

### 譲渡形式
- タイ国有鉄道←北海道旅客鉄道
  - キハ183系[188]

### 消滅形式
- 東日本旅客鉄道
  - 485系
- 日本貨物鉄道
  - EF67形電気機関車
- 東京地下鉄
  - 7000系
- 東武鉄道
  - 350系
- いすみ鉄道
  - キハ28系
- 大阪市高速電気軌道
  - 10系[180]
- 神戸市交通局
  - 2000形[189]
- 筑豊電気鉄道
  - 2000形

### 受賞
- ブルーリボン賞 - 京急1000形1890番台電車[190]
- ローレル賞 - 東京メトロ17000系・18000系電車、京阪3850形電車[190]

## その他
- 4月1日
  -  四国旅客鉄道
    - 牟岐線と徳島バスが運行する高速バス「室戸・生見・阿南 - 大阪線」において独占禁止法特例法の適用が国土交通省に3月18日に認可され[191]、この日から「並行モード連携モデル」が導入され共同経営を開始。阿南駅 - 浅川駅間においてJRの有効な乗車券等でそのまま並行する当該バス路線の利用が可能となる[192]。